# ナムラリコリス
ナムラリコリス(Namura Lycoris)は、日本の競走馬。主な勝ち鞍に2021年の函館2歳ステークス。馬名の意味は、冠名+花の名前。

## 戦績

### 2歳
2021年6月19日、札幌競馬場での2歳新馬戦でデビューし、好位追走から直線で外から脚を伸ばすも勝ったポメランチェから4馬身差の2着。続く7月3日函館競馬場の2歳未勝利戦では道中2番手で追走すると最後の直線で逃げ粘るプラソンを半馬身差で競り落とし、2戦目で初勝利を挙げる。続く函館2歳ステークスでは好位追走から直線で外から抜け出すと、最後はカイカノキセキに1馬身4分の1差をつけ、鞍上の泉谷楓真とともに初の重賞制覇を果たした。生産者である桑田正己牧場にとってもJRA重賞初勝利であった。
その後、休養を挟んで12月12日の阪神ジュベナイルフィリーズに出走したが17着に沈んだ。

### 3歳
1月15日の紅梅ステークスから始動したが6着、3月19日のファルコンステークスでは18着としんがり負けを喫した。4月1日付けで競走馬登録を抹消され現役を引退。引退後は生まれ故郷の桑田正己牧場で繁殖牝馬となる。

## 競走成績
以下の内容は、JBISサーチおよびnetkeiba.comに基づく。
| 競走日     | 競馬場 | 競走名      | 格   | 距離（馬場）  | 頭 数 | 枠 番 | 馬 番 | オッズ （人気） | 着順 | タイム （上り3F） | 着差 | 騎手      | 斤量 [kg] | 1着馬（2着馬）     | 馬体重 [kg] |
| ---------- | ------ | ----------- | ---- | ------------- | ----- | ----- | ----- | --------------- | ---- | ----------------- | ---- | --------- | --------- | ------------------ | ----------- |
| 2021.06.19 | 札幌   | 2歳新馬     |      | 芝1200m（良） | 16    | 8     | 11    | 015.70（8人）   | 02着 | R1:08.5（34.3）   | -0.6 | 0泉谷楓真 | 52        | ポメランチェ       | 464         |
| 0000.07.03 | 函館   | 2歳未勝利   |      | 芝1200m（良） | 10    | 4     | 4     | 001.40（1人）   | 01着 | R1:09.3（35.7）   | -0.1 | 0泉谷楓真 | 52        | （プラソン）       | 466         |
| 0000.07.17 | 函館   | 函館2歳S    | GIII | 芝1200m（良） | 11    | 8     | 11    | 007.40（3人）   | 01着 | R1:09.9（35.7）   | -0.2 | 0泉谷楓真 | 54        | （カイカノキセキ） | 464         |
| 0000.12.12 | 阪神   | 阪神JF      | GI   | 芝1600m（良） | 18    | 1     | 2     | 111.3（13人）   | 17着 | R1:35.9（36.0）   | -2.1 | 0泉谷楓真 | 54        | サークルオブライフ | 476         |
| 2022.01.15 | 中京   | 紅梅S       | L    | 芝1400m（良） | 9     | 4     | 4     | 015.20（5人）   | 06着 | R1:22.5（35.8）   | -0.7 | 0泉谷楓真 | 55        | フォラブリューテ   | 474         |
| 0000.03.19 | 中京   | ファルコンS | GIII | 芝1400m（稍） | 18    | 4     | 7     | 141.9（16人）   | 18着 | R1:23.7（39.1）   | -2.8 | 0泉谷楓真 | 55        | プルパレイ         | 462         |

## 繁殖成績
|       | 馬名                 | 生年   | 性 | 毛色 | 父               | 馬主     | 厩舎           | 戦績           |
| ----- | -------------------- | ------ | -- | ---- | ---------------- | -------- | -------------- | -------------- |
| 初仔  | ナムラコスモス       | 2023年 | 牝 | 芦毛 | ダノンプレミアム | 奈村睦弘 | 栗東・大橋勇樹 | （デビュー前） |
| 2番仔 | ナムラリコリスの2024 | 2024年 | 牡 | 鹿毛 | カラヴァッジオ   |          |                |                |

- 2024年9月25日現在

## 血統表
| ナムラリコリスの血統          | ナムラリコリスの血統                   | ナムラリコリスの血統                   | （血統表の出典）                       | （血統表の出典）    |
| 父系                          | ヘイロー系（サンデーサイレンス系）     | ヘイロー系（サンデーサイレンス系）     | ヘイロー系（サンデーサイレンス系）     | [ § 2 ]             |
| 父 ジョーカプチーノ 2006 芦毛 | 父の父マンハッタンカフェ 1998 青鹿毛   | *サンデーサイレンス                    | Halo                                   | Halo                |
| 父 ジョーカプチーノ 2006 芦毛 | 父の父マンハッタンカフェ 1998 青鹿毛   | *サンデーサイレンス                    | Wishing Well                           |                     |
| 父 ジョーカプチーノ 2006 芦毛 | 父の父マンハッタンカフェ 1998 青鹿毛   | *サトルチェンジ                        | Law Society                            | Law Society         |
| 父 ジョーカプチーノ 2006 芦毛 | 父の父マンハッタンカフェ 1998 青鹿毛   | *サトルチェンジ                        | Santa Luciana                          |                     |
| 父 ジョーカプチーノ 2006 芦毛 | 父の母ジョープシケ 2000 芦毛           | フサイチコンコルド                     | Caerleon                               | Caerleon            |
| 父 ジョーカプチーノ 2006 芦毛 | 父の母ジョープシケ 2000 芦毛           | フサイチコンコルド                     | *バレークイーン                        |                     |
| 父 ジョーカプチーノ 2006 芦毛 | 父の母ジョープシケ 2000 芦毛           | ジョーユーチャリス                     | トウショウボーイ                       | トウショウボーイ    |
| 父 ジョーカプチーノ 2006 芦毛 | 父の母ジョープシケ 2000 芦毛           | ジョーユーチャリス                     | ジョーバブーン                         |                     |
| 母 ナムラキッス 2011 鹿毛     | 母の父マツリダゴッホ 2003 鹿毛         | *サンデーサイレンス                    | Halo                                   | Halo                |
| 母 ナムラキッス 2011 鹿毛     | 母の父マツリダゴッホ 2003 鹿毛         | *サンデーサイレンス                    | Wishing Well                           |                     |
| 母 ナムラキッス 2011 鹿毛     | 母の父マツリダゴッホ 2003 鹿毛         | *ペイパーレイン                        | Bel Bolide                             | Bel Bolide          |
| 母 ナムラキッス 2011 鹿毛     | 母の父マツリダゴッホ 2003 鹿毛         | *ペイパーレイン                        | *フローラルマジック                    |                     |
| 母 ナムラキッス 2011 鹿毛     | 母の母ナムラシンシア 2002 栗毛         | *パントレセレブル                      | Nureyev                                | Nureyev             |
| 母 ナムラキッス 2011 鹿毛     | 母の母ナムラシンシア 2002 栗毛         | *パントレセレブル                      | Peinture Bleue                         |                     |
| 母 ナムラキッス 2011 鹿毛     | 母の母ナムラシンシア 2002 栗毛         | ナムラヒミコ                           | *キンググローリアス                    | *キンググローリアス |
| 母 ナムラキッス 2011 鹿毛     | 母の母ナムラシンシア 2002 栗毛         | ナムラヒミコ                           | ダイナハニー                           |                     |
| 母系(F-No.)                   | アラバスターゼセカンド(AUS)系(FN:16-h) | アラバスターゼセカンド(AUS)系(FN:16-h) | アラバスターゼセカンド(AUS)系(FN:16-h) | [ § 3 ]             |
| 5代内の近親交配               | サンデーサイレンス 3 × 3 = 25.00%      | サンデーサイレンス 3 × 3 = 25.00%      | サンデーサイレンス 3 × 3 = 25.00%      | [ § 4 ]             |
| 出典                          | 1. 2. 3. 4.                            | 1. 2. 3. 4.                            | 1. 2. 3. 4.                            | 1. 2. 3. 4.         |

- 3代内の血統が「日本で競走生活を送った馬」と「日本に繁殖輸入された馬」で占められアルファベットのみの馬名がない事から、「純国産（の血統）」と形容されることがある[7]。